# Etióp labdarúgó-szövetség
Az etióp labdarúgó-szövetség (rövidítve: EFF) Etiópia nemzeti labdarúgó-szövetsége. A szervezetet 1943-ban alapították, 1953-ban csatlakozott a Nemzetközi Labdarúgó-szövetséghez, 1957-ben pedig az Afrikai Labdarúgó-szövetséghez. A szövetség szervezi az Etióp labdarúgó-bajnokságot. Működteti a férfi valamint a női labdarúgó-válogatottat.
2008 januárjában puccs történt az Etióp Labdarúgó-szövetség vezetésébe, az által, hogy egy rögtönzött ülésen a labdarúgó-szövetség tagjai jogtalanul lemondásra szólították fel és nem engedték be az irodájába a szövetség akkori elnökét, dr. Ashebir Woldegiorgist, aki viszont a felszólításnak nem volt hajlandó eleget tenni. Az Afrikai Labdarúgó-szövetség nemtetszésének adott hangot a kialakult helyzet miatt. 2008. július 29-én a Nemzetközi Labdarúgó-szövetség felfüggesztette az ország tagságát. Ezáltal kizárták az etióp válogatottat a 2010-es labdarúgó-világbajnokság valamint a 2010-es afrikai nemzetek kupája selejtezőiből. A válság 2009. május 16-án ért véget azzal, hogy Dr. Ashebir bejelentette saját akaratából való távozását a szövetség éléről. Július 18-án választásokat írtak ki a megüresedett poszt betöltésére, az új elnök Sahlu Gebrewold Gebremariam lett. A válaszmányi ülésen jelen lévő FIFA delegáció elégedettségének adott hangot, és a FIFA zászlót átadták az új elnöknek, ezzel jelezvén, hogy Etiópia ismételten teljeskörű tagja a nemzetközi szervezetnek.